# Alex Greenwood
Alex Greenwood, född den 7 september 1993 i Liverpool, är en engelsk fotbollsspelare (försvarare) som spelar för Manchester City och det engelska landslaget. Hon var en del av den engelska truppen i VM i Kanada år 2015 och i VM i Frankrike år 2019. Greenwood är kapten i sitt klubblag. Hon är i huvudsak vänsterback, men hon kan också spela som mittback. Greenwood är även känd för att ha representerat både Everton, Liverpool, Manchester United och Manchester City – klubbar som har en stor rivalitet mellan varandra.